# Pentanisia procumbens
Pentanisia procumbens är en måreväxtart som beskrevs av Ronald D'Oyley Good. Pentanisia procumbens ingår i släktet Pentanisia och familjen måreväxter. Inga underarter finns listade i Catalogue of Life.